# John H. Edwards
John Hilton Edwards (Londres, 26 de março de 1928 — Oxford, 11 de outubro de 2007) foi um geneticista britânico.
Foi o primeiro a descrever, em 1960, a síndrome que hoje tem o nome de síndrome de Edwards, causada pela trissomia do 18.
Foi eleito membro da Royal Society em 1979. Seu irmão é o geneticista e estatístico A. W. F. Edwards.

## Obituários
- «John Hilton Edwards» (em inglês). (a short biography).
- «Professor John Edwards obituary, The Independent» (em inglês)
- «BMJ obituary» (em inglês)
- «Nature Genetics obituary» (em inglês)